# Lago Naujan
El parque nacional Lago Naujan o simplemente Lago Naujan es el quinto lago más grande en las Filipinas, localizado en la esquina noreste de la provincia de Mindoro Oriental en la isla de Mindoro. El lago en sí es de aproximadamente 8.125 hectáreas de aguas que constituyen un área protegida organizada como parque nacional. El lago está delimitado por las ciudades de Naujan en el norte, Victoria en el oeste, Socorro, en el sur, y Pola, en el este. Es alimentado por el arroyo de Siguan. La salida principal del lago es el río Lumangbayan. El monte Naujan se encuentra al norte del lago.